# باگر-موروون
باگر-موروون (به فرانسوی: Baguer-Morvan) یک کمون (فرانسه) در فرانسه است که در بخش سن-ملو واقع شده‌است. باگر-موروون ۲۳٫۱۱ کیلومتر مربع مساحت دارد.